# Poecilimon flavescens
Poecilimon flavescens is een rechtvleugelig insect uit de familie sabelsprinkhanen (Tettigoniidae). De wetenschappelijke naam van deze soort is voor het eerst geldig gepubliceerd in 1838 door Herrich-Schäffer.